# Shijian 10
Shijian-10  (chinesisch 實踐十號 / 实践十号, Pinyin Shíjiàn Shí Hào, deutsch: „Übung 10“) war ein Forschungssatellit im Rahmen des Weltraumwissenschaftlichen Prioritätsprogramms der Chinesischen Akademie der Wissenschaften.

## Geschichte
Die Nationale Raumfahrtbehörde Chinas hatte bereits Anfang der 2000er Jahre, noch vor dem Start des Rückkehrsatelliten Shijian 8 der Chinesischen Akademie für Agrarwissenschaften (9. September 2006) beschlossen, einen auf den Aufklärungssatelliten vom Typ FSW-2 basierenden Forschungssatelliten für Experimente in der Schwerelosigkeit bauen zu lassen. Nach Bekanntgabe des Vorhabens wurden von diversen Forschungseinrichtungen gut 200 Experimente für eine Mitnahme auf dem Satelliten vorgeschlagen. Daraus wurden Ende 2004/Anfang 2005 zehn physikalische und zehn biowissenschaftliche Experimente ausgewählt. Die jeweiligen Institute entwickelten daraufhin konkrete, weltraumtaugliche Versuchsaufbauten, die im Oktober 2005 die Machbarkeitsprüfung bestanden. Parallel dazu entwickelte die Chinesische Akademie für Weltraumtechnologie ein Konzept für den Satelliten selbst, das von der Nationalen Raumfahrtbehörde im Mai 2006 gebilligt wurde. Eine Arbeitsgruppe wurde eingerichtet und das Projekt erhielt offiziell die Bezeichnung „Shijian 10“. Als Folge einer Verwaltungsreform – am 15. März 2008 wurde die Kommission für Wissenschaft, Technik und Industrie für Landesverteidigung, der die Nationale Raumfahrtbehörde unterstand, in die Nationale Behörde für Wissenschaft, Technik und Industrie in der Landesverteidigung umgewandelt – wurde das Projekt dann jedoch zunächst gestoppt.
Am 31. März 2010 verabschiedete der Staatsrat der Volksrepublik China ein auf 10 Jahre angelegtes, „Innovation 2020“ (创新2020) genanntes Programm zur Förderung von anwendungsorientierter Forschung, bei dem die Chinesische Akademie der Wissenschaften eine zentrale Rolle spielen sollte.
Einer der fünf förderwürdigen Bereiche in diesem Programm war satellitengestützte Weltraumwissenschaft. Die für diesen Bereich zur Verfügung gestellten Mittel (in der ersten Förderrunde  3,8 Milliarden Yuan) wurden über das am 25. Januar 2011 gestartete Weltraumwissenschaftliche Prioritätsprogramm auf einzelne Projekte verteilt; mit der Organisation wurde das damalige Zentrum für Weltraumwissenschaften und angewandte Forschung der Akademie der Wissenschaften beauftragt.
Nun wurde Shijian 10 wieder aufgegriffen und als eines der ersten fünf Projekte in das Weltraumwissenschaftliche Prioritätsprogramm aufgenommen. Chefwissenschaftler für Shijian 10 war der Strömungsmechanik-Spezialist Hu Wenrui (胡文瑞, * 1936) vom Institut für Mechanik der Chinesischen Akademie der Wissenschaften.
Ende 2012 war ein erster Prototyp fertiggestellt, Anfang 2013 begann man mit dem Bau des eigentlichen Satelliten. Eines der physikalischen Experimente an Bord – Soret-Koeffizienten von Rohöl – wurde in Zusammenarbeit mit dem Europäischen Weltraumforschungs- und Technologiezentrum der ESA in Noordwijk durchgeführt.

## Aufbau
Shijian 10 war eine verbesserte Version des Rückkehrsatelliten Shijian 8.
Er war 5,1 m lang, hatte einen maximalen Durchmesser von 2,2 m, besaß mit 3,3 t jedoch ein etwas höheres Startgewicht. Die 19 Experimente mit einem Gesamtgewicht von 600 kg verteilten sich auf Orbitalmodul und Rückkehrkapsel: 8 auf dem Orbitalmodul, 11 in der Rückkehrkapsel.
Der Satellit benötigte keine Nutzlastverkleidung und wurde während der etwa 17-tägigen Mission ausschließlich über Batterien mit Strom versorgt. Um die Experimente nicht zu stören, verzichtete man für den größten Teil der Missionsdauer auf eine aktive Lageregelung. Dadurch konnte im Inneren des Satelliten eine Mikrogravitation zwischen 10−4 g und 10−6 g aufrechterhalten werden.

## Nutzlasten
Hier eine Liste der 19 Nutzlasten auf Shijian 10. Die acht Geräte im Orbitalmodul sind blau hinterlegt, die elf Geräte in der Rückkehrkapsel sind grün hinterlegt. Kennnummern, die mit „A“ beginnen, bezeichnen physikalische Experimente; Kennnummern, die mit „B“ beginnen, bezeichnen biologische Experimente.
| Fachgebiet           | Nummer | Gerät                                     | Experiment                                                                                            | Betreiber |
| -------------------- | ------ | ----------------------------------------- | --- | --- |
| Strömungsmechanik    | A1-1   | Verdunstungs- und Grenzflächenkammer      | Verdunstung und Effekte an der Grenzfläche verschiedener Flüssigkeiten                                | Institut für Mechanik, CAS                                                                                                  |
| Strömungsmechanik    | A1-2   | Kammer für granulare Materie              | Bewegungsverhalten von granularer Materie – Phasenseparation und Clusterbildung in granularem Gas     | Institut für Physik, CAS |
| Strömungsmechanik    | A1-3   | Dampfblasenkammer                         | Thermisch-dynamisches Verhalten von Dampfblasen beim Sieden von Flüssigkeit in der Schwerelosigkeit   | Institut für Mechanik, CAS                                                                                                  |
| Strömungsmechanik    | A1-4   | Kammer für kapillare Konvektion           | Oberflächenwellen bei thermokapillarer Konvektion                                                     | Institut für Mechanik, CAS                                                                                                  |
| Strömungsmechanik    | A1-5   | Kolloidkammer                             | Selbstassemblierung in Kolloiden und Erzeugung neuer Materialien                                      | Institut für Mechanik, CAS Institut für Chemie, CAS                                                                         |
| Strömungsmechanik    | A1-6   | Soretkammer                               | Thermophorese in Rohöl und Messung der diesbezüglichen Soret-Koeffizienten                            | Institut für Mechanik, CAS ESA                                                                                              |
| Verbrennung          | A2-1   | Kabelkammer                               | Rußentwicklung und Rauchverteilung bei durch Überlastung hervorgerufenen Kabelbränden                 | Institut für Thermodynamik, CAS                                                                                             |
| Verbrennung          | A2-2/3 | Kohleverbrennungskammer                   | Verbrennung von Kohlenstaub und Kohlengrus und Untersuchung der dabei entstehenden Schadstoffe        | Tsinghua-Universität Universität für Wissenschaft und Technik Zentralchina                                                  |
| Verbrennung          | A2-4   | Verbrennungskammer für Nichtmetalle       | Entzündung und Verbrennung von typischen Nichtmetall-Materialien                                      | Institut für Mechanik, CAS                                                                                                  |
| Materialwissenschaft | A3-1   | Mehrzweckofen                             | Kristallwachstum bei Halbleiter-Schmelzen und einkristallinen Superlegierungen                        | Institut für Halbleiter, CAS Shanghaier Institut für Keramik, CAS Institut für Metallforschung, CAS Universität Peking JAXA |
| Strahlenbiologie     | B1-1   | Schachtel für biologische Strahlenwirkung | Molekularbiologische Mechanismen bei durch kosmische Strahlung hervorgerufenen Mutationen             | Universität für Seewesen Dalian                                                                                             |
| Strahlenbiologie     | B1-2   | Schachtel für genetische Strahlenwirkung  | Wirkung von kosmischer Strahlung auf Genom und Vererbung                                              | Institut für Biophysik, CAS                                                                                                 |
| Strahlenbiologie     | B1-3   | Kammer für Seidenraupenzucht              | Auswirkung der Weltraumumgebung auf Entwicklung und Mutationen bei Seidenspinner-Embryos              | Institut für Pflanzenphysiologie und -ökologie, CAS                                                                         |
| Gravitationsbiologie | B2-1   | Pflanzenzuchtkammer                       | Auswirkungen der Schwerelosigkeit auf die Signaltransduktion in Pflanzen                              | Institut für Pflanzenphysiologie und -ökologie, CAS                                                                         |
| Gravitationsbiologie | B2-2   | Stoffaustauschkammer                      | Stoffaustausch zwischen Zellen in der Schwerelosigkeit                                                | Institut für Mechanik, CAS                                                                                                  |
| Gravitationsbiologie | B2-3   | Kammer für höhere Pflanzen                | Molekulare Mechanismen beim über die Photoperiode gesteuerten Aufblühen von Acker-Schmalwand und Reis | Institut für Pflanzenphysiologie und -ökologie, CAS                                                                         |
| Biotechnologie       | B3-1/2 | Stammzellenkammer                         | Zucht und dreidimensionale Ausformung von neuronalen und hämatopoetischen Stammzellen                 | Institut für Genetik und Entwicklungsbiologie, CAS Institut für Zoologie, CAS                                               |
| Biotechnologie       | B3-3   | Embryonenkammer                           | Entwicklung früher Mäuseembryonen in der Schwerelosigkeit                                             | Institut für Zoologie, CAS                                                                                                  |
| Biotechnologie       | B3-4   | Kammer für Knochenmarkzucht               | Molekulare Mechanismen bei der Bildung von Knochenzellen aus mesenchymalen Stammzellen                | Zhejiang-Universität |

## Missionsverlauf
Der Satellit wurde am 5. April 2016 von einer Trägerrakete vom Typ Langer Marsch 2D vom Kosmodrom Jiuquan in eine um 63° zum Äquator geneigte Umlaufbahn von 220 × 482 km gebracht.
Am 18. April 2016 um 08:30 Uhr UTC landete die Rückkehrkapsel des Satelliten nach mehr als 12 Tagen im All auf dem Gebiet des Dörbed-Banners in der Inneren Mongolei, dem damaligen Hauptlandeplatz der Strategischen Kampfunterstützungstruppe wo unter anderem auch die Shenzhou-Raumschiffe landeten.
Die Proben, vor allem die biologischen, hatten die Landung alle wohlbehalten überstanden. Das Orbitalmodul arbeitete noch bis zum 25. April 2016 in der Umlaufbahn.
Dann waren die Batterien erschöpft, und es wurde vom Servicemodul in die Atmosphäre gesteuert wurde, wo es verglühte.

## Ergebnisse

### Granulare Materie
Die Mechanismen der Clusterbildung in granularer Materie sind unter anderem wichtig für ein Verständnis des Verhaltens von interstellarem Staub und die Tiefraumerkundung. Während der 19 Tage dauernden Experimente ließen Hou Meiying (厚美瑛, * 1952) und ihre Kollegen vom Institut für Physik der Chinesischen Akademie der Wissenschaften granulares Gas in der Schwerelosigkeit frei abkühlen und erhielt so ein Phasendiagramm für den Übergang von gasförmiger zu flüssiger Phase. Man konnte die notwendigen Bedingungen für den Phasenübergang experimentell bestimmen und erhielt starke Hinweise für die Gründe, die zu einer Clusterbildung führen. Weltweit erstmals konnte bei einem granularen Gas in der Schwerelosigkeit das Phänomen des „Maxwellschen Dämons“ beobachtet werden und man erhielt eine experimentelle Grundlage zur weiteren Erforschung der Dissipation bei feinen Partikeln.

### Dampfblasen
Zhao Jianfu (赵建福) und seinen Kollegen vom Schwerpunktlabor für Mikrogravitation des Instituts für Mechanik der Chinesischen Akademie der Wissenschaften erhitzten mit einem flachen Heizelement Flüssigkeit in einem Behälter im Orbitalmodul und bei einem Parallelexperiment auf der Erde und erstellten so eine Siedepunktskurve.
In der Schwerelosigkeit wurde eine drastische Abnahme des kritischen Wärmestroms und der Überhitzung der Heizplatte festgestellt. Bei der Überhitzung der Heizfläche zu Beginn des Siedevorgangs und beim Wärmeübergangskoeffizienten bei niedrigem Wärmestrom bestand jedoch nur ein sehr geringer Zusammenhang mit der Schwerkraft. Es konnte die Kopplung zwischen dem thermisch-dynamischen Verhalten von Dampfblasen und der partiellen Wärmeübertragung aufgezeigt werden, was zur Optimierung industrieller Prozesse im Weltall und auf der Erde nützlich war.

### Kapillare Konvektion
Mit einem ringförmigen Flüssigkeitsgefäß gelang es Kang Qi (康琦, * 1961) und seinen Kollegen vom Schwerpunktlabor für Mikrogravitation des Instituts für Mechanik weltweit erstmals, in einem großen Krümmungsbereich die kritischen Bedingungen für thermokapillare Konvektion zu ermitteln. Außerdem wurde ein Volumeneffekt bei der thermokapillaren Konvektion in dem Gefäß entdeckt. Man fand verschiedene Formen der Konvektion und ermittelte erstmals, wie diese ineinander übergingen. Diese Ergebnisse hatten einen hohen praktischen Wert für die Handhabung (heißer) Flüssigkeiten im Weltall sowie für die Zucht von Kristallen hoher Qualität im Weltall und auf der Erde.

### Verbrennung
Wang Shuangfeng (王双峰) und seine Kollegen vom Schwerpunktlabor für Mikrogravitation entzündeten in der Verbrennungskammer für Nichtmetalle Polymethylmethacrylat und Polyethylen und fotografierten dabei die Ausbreitungsweise von mit langsamer Geschwindigkeit wandernden Flammen.
Sie fanden Gesetzmäßigkeiten, wie die Flammen dem Luftstrom dynamisch folgten und dabei die Wärmeübertragung ablief, sie ermittelten die Entzündungsgrenze und die Verlöschungsgrenze der Materialien, also den für eine Verbrennung in der Schwerelosigkeit notwendigen Sauerstoffgehalt der Luft, sowie den Einfluss verschiedener äußerer Formen der Proben auf die Brennbarkeit. Dies ermöglichte eine bessere Auswahl der beim Bau von Raumflugkörpern eingesetzten Materialien unter dem Aspekt des Brandschutzes.

### Schmelzversuche
Im Mehrzweckofen, der nach zwölf Tagen mit den darin hergestellten Materialproben in der Landekapsel zur Erde zurückkehrte, wurden von verschiedenen Institutionen nacheinander acht Experimente durchgeführt. Das vom Shanghaier Institut für Keramik der Chinesischen Akademie der Wissenschaften und dem Forschungsinstitut für weltraumbezogene technische Physik der Chinesischen Akademie für Weltraumtechnologie gemeinsam entwickelte Gerät war nur 22 kg schwer und hatte die Größe eines kleinen Kühlschranks; mit einer elektrischen Leistungsaufnahme von 90 W konnten darin genau einstellbare Temperaturen von mehr als  900 °C erzeugt und damit zum Beispiel Halbleitermaterialien geschmolzen werden. Die einzelnen Proben wurden ferngesteuert ausgewechselt und verarbeitet.
So ließen zum Beispiel Zhang Xingwang (张兴旺, * 1972) und seine Kollegen vom Institut für Halbleiter der Chinesischen Akademie der Wissenschaften große Einkristalle des ternären Halbleiters Indiumarsenidantimonid in der Schwerelosigkeit ohne Berührung mit einem Gefäß wachsen. Die Gitterfehler-Dichte lag dabei deutlich niedriger als bei einer Herstellung auf der Erde. Indiumarsenidantimonid wird bei Detektoren für langwelliges Infrarot (8–15 µm) verwendet.
Liu Yan (刘岩, * 1969) vom Shanghaier Institut für Keramik (nicht zu verwechseln mit dem 1975 geborenen Liu Yan vom gleichen Institut) züchtete zusammen mit Yūko Inatomi (稲富 裕光) vom Institut für Weltraumwissenschaft der japanischen Raumfahrtbehörde JAXA hochqualitative Indiumgalliumantimonid-Kristalle.
Die Komponenten der Kristalle waren sowohl in axialer als auch in radialer Richtung gleichmäßig verteilt; die diesbezügliche Schwankung war geringer als 2 %. Das Experiment war auch hilfreich für die Entwicklung von terrestrischen Produktionsmethoden für diese Kristalle, deren Bandlücke in einem großen Bereich einstellbar ist und die bei photothermischen Sensoren zum Einsatz kommen.
Zhou Yanfei (周燕飞) und seine Kollegen vom Schwerpunktlabor für Energieumwandlungsmaterialien (中国科学院能量转换材料重点实验室) am Institut für Keramik züchteten auf Bismuttellurid basierende Kristalle, wobei sie sich zu Nutze machten, dass die Schwerelosigkeit die durch Auftriebskraft verursachte Konvektion unterdrückte. Auch hier wuchsen die Kristalle sehr gleichmäßig, deutlich besser als auf der Erde. Dadurch ergab sich eine höhere Stromausbeute beim Einsatz der Kristalle in thermoelektrischen Generatoren.
Yuan Zhangfu (袁章福, * 1963) von der Fakultät für Ingenieurwissenschaften der Universität Peking führte zusammen mit Kollegen von der Universität für Wissenschaft und Technik Peking Versuche mit geschmolzenem Lötzinn durch, das auf Kupferringe – sozusagen Leiterplatten – aufgetragen wurde. Es wurden Zinn-Silber-, Zinn-Bismut-Kupfer- und Zinn-Antimon-Legierungen getestet, wobei man feststellen musste, dass sich in den Legierungen eine große Anzahl feiner Poren gebildet hatten. Kleine stabförmige Kristalle bildeten sich an der Grenzschicht zum Kupfersubstrat, große stabförmige Kristalle im Inneren des Lötzinns, wo sich auch Schichten mit verschiedener Metallkonzentration gebildet hatten.
Nun versucht man, aus diesen Versuchen ein Modell für die Whiskerbildung bei elektronischen Leiterplatten zu erstellen.

### Seidenraupen
Seidenraupen benötigen etwa 12 Tage, um aus gelegten Eiern zu schlüpfen, was mit der Missionsdauer übereinstimmte. Daher schickten Huang Yongping (黄勇平) und seine Kollegen vom Schwerpunktlabor für Insektenzucht und Evolutionsbiologie am Institut für Pflanzenphysiologie und -ökologie der Chinesischen Akademie der Wissenschaften junge Embryonen des Heimischen Seidenspinners (家蚕, Bombyx mori) mit der Rückkehrkapsel ins All, um den Einfluss der Weltraumumgebung auf ihr Wachstum zu erforschen. Nach der Landung gelang es, bei den Embryonen und einigen geschlüpften Raupen Gene zu identifizieren, die während des Raumflugs verändert worden waren. Man erhofft sich, auf diese Art neue wirtschaftlich nutzbare Varianten des Insekts züchten zu können.

### Pflanzenblüte
Die Forschungsgruppe für Weltraumbiologie und Zellbiologie (空间生物学与细胞生物学研究组) des Instituts für Pflanzenphysiologie und -ökologie unter der Leitung von Zheng Huiqiong (郑慧琼) hatte auf dem Rückkehrsatelliten Shijian 8 mit Pak Choi Keimung und Wachstum höherer Pflanzen untersucht. Nun schickten sie transgene Varianten von Acker-Schmalwand (eine Pflanze, die in Monaten mit langer Sonnenscheindauer blüht) und Reis (eine Pflanze, die in Monaten mit kurzer Sonnenscheindauer blüht) ins All, um den Einfluss der Photoperiode auf das Erblühen der Pflanzen zu erforschen. Auf der Erde spielen hierbei sowohl Phototropismus als auch Gravitropismus eine Rolle – die Beleuchtungssituation wird über die Blätter wahrgenommen und über Botenstoffe der Knospe mitgeteilt. Nun fanden die Wissenschaftler, dass in der Schwerelosigkeit nicht nur der Gravitropismus, sondern auch der Phototropismus reduziert ist. Die Genexpression beim durch Wärme induzierten Aufblühen zeigte auch im Weltall einen Tag-Nacht-Rhythmus, aber der Unterschied war geringer als auf der Erde. Die Wissenschaftler nehmen an, dass die Schwerelosigkeit die Expression der für die biologische Uhr zuständigen Gene behindert. Dies war eine wichtige Erkenntnis für die geplante Integration von Pflanzen in geschlossene Lebenserhaltungssysteme.

### Mäuseembryonen
Duan Enkui (段恩奎, * 1956) vom Institut für Zoologie der Chinesischen Akademie der Wissenschaften hatte bereits 2006 mit Shijian 8 vierzellige Mäuseembryonen ins All geschickt, die jedoch nicht weiter wuchsen. In den folgenden Jahren hatten er und seine Mitarbeiter in hunderten Versuchen mit zehntausenden von Embryonen den Aufbau des Experiments schrittweise verbessert.
Die Embryonenkammer in der Landekapsel von Shijian 10 hatte die Größe eines Mikrowellenherds. In einer Nährlösung befanden sich 6000 zweizellige Mäuseembryonen, die sich – weltweit erstmals – innerhalb von 96 Stunden zu Blastocysten entwickelten. Dies war ein erster Schritt zur menschlichen Reproduktion bei längeren Aufenthalten im Weltall.